# 高城神社

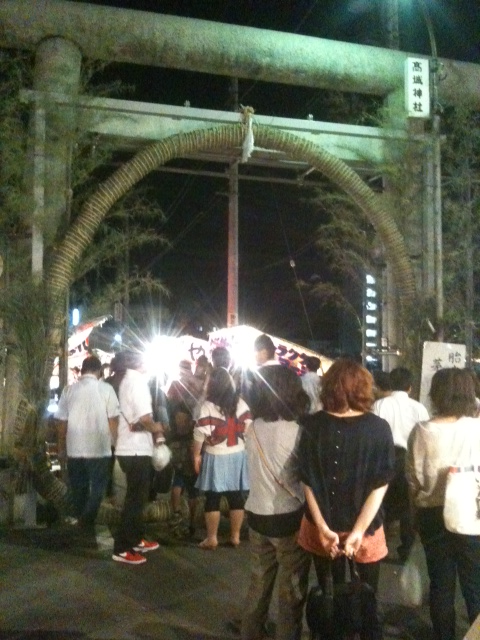
胎内くぐり

高城神社（たかぎじんじゃ）は、埼玉県熊谷市宮町にある神社。延喜式神名帳に記載されている式内社であり、旧社格は県社。熊谷郷の総鎮守とされていた。「日本一長いおみくじ」で知られる。

## 祭神
- 高皇産霊尊（たかみむすびのみこと）
  - 高皇産霊尊は別名高木神（たかぎのかみ）と呼ばれ、生成力を神格化した神であるため万物をつくり出す神とされており、「えんむすび」「安産」の神として崇敬されている[3]。

## 歴史
『延喜式神名帳』に「大里郡一座 高城神社」と記載される古来からの神社。鎮座地とその周辺は荒川の扇状地内にあり、ここの湧水は諸病に効があるという記述が1670年（寛文10年）の『高城神社縁起』にあり、この湧水に対する信仰基盤は、古代から存在していたと思われる。鎌倉時代初期、熊谷直実が崇敬していたが、1590年（天正18年）の豊臣秀吉の小田原征伐の際に焼失。忍城の城主阿部忠秋・阿部正能親子によって、1671年（寛文11年）に社殿が再建された。

## 胎内くぐり
- 毎年6月30日に「胎内くぐり」（大祓）という行事が行われている。参道の一の鳥居にとりつけられた直径4メートルの茅の輪をくぐって身を浄めると、災厄から身を守るといわれている[2]。

## 年中行事・祭事
- 1月1日　初詣：小枝につけたお宝が授与され、年越しの深夜から朝方までに多くの人がお参りしている。
- 1月15日　成人式
- 2月3日　節分会
- 2月11日　建国祭
- 4月10日　春季中祭
- 6月30日　大祓：胎内くぐりの項を参照
- 10月2日　例祭
- 11月15日　七五三
- 12月8日　感謝祭・酉の市：高城神社での酉の市は1906年（明治39年）に始まったとされ[5]、一般的に八日市（ようかまち）とも呼ばれている[5]。酉の日に市が立ち、正月を迎える諸道具をあがなう歳の市である。いつしか縁起物の熊手や神棚を求める人が多くなり、様々な道具類や駄菓子等を売る屋台も設けられて賑わっている。埼玉県で行われる酉の市は、12月2日の秩父から始まり、川越（3日）、深谷（5日）、行田（6日）、熊谷(8日）と続いてそれぞれに日程が決まっている。高城神社の場合は酉の日というわけではなく、8日に行われるため「ようかまち」とも呼ばれる[5]。
- 12月31日　大祓

## 現地情報
所在地
- 埼玉県熊谷市宮町二丁目93番地

交通アクセス
- 最寄駅：JR高崎線熊谷駅下車後、徒歩約10分[6]